# Военная политика Беларуси
Военная политика Беларуси – деятельность, направленная на подготовку сил и средств военной организации, определения порядка и способов их применения для обеспечения военной безопасности, в том числе для предотвращения военных конфликтов и обороны Республики Беларусь.

## Военная доктрина
Военная политика страны определяется главным образом военной доктриной. Действующий её вариант был принят в апреле 2024 года.
В документе указано, что основными потенциальными внешними военными опасностями на уровне военной угрозы признаются: размещение стратегических средств поражения большой дальности в неядерном исполнении, ядерного, биологического и других видов оружия массового уничтожения (ОМП); производство ОМП или его компонентов на территориях сопредельных государств, руководство которых проводит недружественную политику; вооружённые инциденты с провокационными целями; концентрация вблизи границы воинских формирований; эскалация внутреннего вооружённого конфликта на территориях белорусских союзников и стран-соседей; проведение мобилизации для нападения на Беларусь.
В обеспечении собственной и региональной безопасности основная ставка делается на Союзное государство с Россией, СНГ и ОДКБ. Поддерживается участие страны в ОБСЕ и ООН, но выражается непозволительность злоупотреблений механизмами этих организаций для оказания давления. В доктрине заявлена озабоченность по поводу расширения НАТО, однако при этом государство готово вести диалог с альянсом. Прописано, что Беларусь сможет оказывать военную помощь союзникам в случае агрессии против них.

## Военная организация
Военная организация в Беларуси представлена вооружёнными силами (Вооружённые силы Республики Беларусь), органами военно-политического (Совет Безопасности Республики Беларусь, Совет Министров Республики Беларусь и органы местного управления) и военного управления (Министерство обороны Республики Беларусь и Генеральный штаб Вооружённых сил Республики Беларусь), оборонным сектором экономики (Государственный военно-промышленный комитет Республики Беларусь и Военно-промышленный комплекс Белоруссии), а также иные организации и воинские формирования. Общее руководство осуществляет главнокомандующий — Президент Белоруссии.
В Беларуси к осуществлению военной обороны могут привлекаться военизированные организации. Эти органы имеют право приобретать боевую ручную стрелковое и иное оружие. Перечень военизированных организаций устанавливаться законом. В законодательстве Беларуси под ними понимаются органы внутренних дел (милиция, Внутренние войска МВД Республики Беларусь и пр.), органы финансовых расследований Комитета государственного контроля, органы и подразделения по чрезвычайным ситуациям. При этом существует система военизированной охраны.
Помощь в обеспечении национальной и военной безопасности оказывают также КГБ и ГПК.

## Направления деятельности

### Воинская обязанность
Воинскую обязанность исполняют граждане мужского пола, годные по состоянию здоровья и физическому развитию к её исполнению, независимо от происхождения, социального и имущественного положения, расовой и национальной принадлежности, образования, языка, отношения к религии, рода и характера занятий, политических и иных убеждений, а также граждане женского пола, отвечающие установленным требованиям и получившие подготовку по специальностям, необходимым для Вооружённых Сил и других воинских формирований.

### Военное строительство
Вооружённые силы Республики Беларусь формировались из частей Белорусского военного округа. От СССР стране досталась крупная военная группировка с большим количеством вооружения и хорошей военно-технической базе. Беларусь не могла самостоятельно содержать большой армейский контингент, поэтому на начальном этапе реформирование сводилось в основном к сокращению вооружённых сил. В 1992—1996 годах были сокращены или переформированы 250 воинских частей. В это время завершена ракетно-ядерная демилитаризация Белоруссии.
Реальное реформирование военной организации началось с середины 90-х годов. В рамках этого перестраивались органы военного управления, изменялась система подготовки кадров, преобразовывались большинство объединений, соединений и воинских частей, создавались мобильные силы.
Особенностью военного строительства в 2000-е годы стало развитие территориальной обороны.
В 2010-х годах приоритетными целями стали приведение белорусской армии в соответствие существующим вызовам и экономическим возможностям государства, перевооружение на современные системы и образцы вооружения и военной техники, развитие военной инфраструктуры. Реализовывались проекты по созданию многоуровневой автоматизированной системы управления, беспилотных авиационных комплексов и разработке отечественной объединённой системы навигации, связи и опознавания, а также перевооружения зенитных ракетных войск, радиотехнических войск и переводу перспективных образцов вооружения и техники на колёсную базу собственного производства.

### Идеологическая работа
Вопросами данной сферы занимается главное управление идеологической работы Министерства обороны, созданное 20 февраля 2004 года. В составе имеет управление информации и управление морально-психологического обеспечения. Органу подчиняются военное информационное агентство «Ваяр», телекомпания «ВоенТВ», а также управление по увековечению памяти защитников Отечества и жертв войн Вооружённых Сил.
Идеологическая работа призвана сформировать патриотические чувства, высокий моральный и нравственный дух как у военнослужащих и гражданских сотрудников белорусской армии, так и у населения. Важное место занимают социально-психологическая адаптация и поддержание дисциплины. Идеологическая работа ведётся по воспитательному, информационно-пропагандистскому, психологическому, социально-провавому и социально-культурному направлениям. В организационном виде данная деятельность осуществляется в виде идеологической подготовки, систем информирования, лекционной пропаганды, единых дней информирования, использования средств визуальной информации и стенной печати, работы местных радиоузлов и индивидуальной воспитательной работы.

### Международное сотрудничество
Вопросами взаимодействия с другими государствами занимается Департамент международного военного сотрудничества министерства обороны.
Согласно концепции международного военного сотрудничества МО РБ от 10 ноября 2010, оно осуществляется в военно-политической, военной, военно-технической и других областях. Первое охватывает вопросы, связанные с военно-политическими аспектами обеспечения военной безопасности государства и международной безопасности. Второе представляет деятельность по совместному решению собственно военных проблем в сфере обеспечения национальной и международной безопасности. Под последним подразумевается разработка, производство, поставка вооружения и военной техники, а также выполнением работ и оказание услуг военно-технического назначения.

### Вооружённые конфликты
По военной доктрине 2016 года Беларусь осуждает любой военный конфликт и рассматривает применение вооружённых сил только как крайнюю меру. Как отмечается в документе, у страны нет противников исходя из сугубо оборонительного характера военной политики. Однако республика собирается отстаивать свои национальные интересы с использованием всех имеющихся средств, в том числе посредством применения военной силы, и оставляет за собой право принятия комплекса превентивных мер стратегического сдерживания в целях недопущения нападения или нейтрализации внутреннего конфликта.
Министр обороны Андрей Равков (2014—2020), комментируя документ, среди прочего заявил, что участия страны в боевых действиях за границей «не будет никогда». Однако международными и двусторонними российско-белорусскими договорами предусмотрены случаи, когда определённый контингент белорусских ВС может участвовать в боевых действиях за границей. Но перечень таких ситуаций строго ограничен. По конституции военнослужащие срочной службы не могут принимать участие в боевых действиях за пределами Беларуси, но для выполнения миротворческих и антитеррористических задач Минск может направлять контрактников при условии, что каждый из них подаст индивидуально рапорт президенту и получит персональное разрешение. Таким образом, белорусские военные могут участвовать в составе КСОР ОДКБ.
Ещё летом 1990 года депутаты от БНФ предложила Верховному Совету БССР принять закон, который бы запрещал направлять белорусских призывников за пределы страны; тогда еще существовал СССР, была единая советская армия, и такое предложение большинству депутатов показалось абсурдным. Но заседание сессии шло в прямой радиотрансляции, люди узнали о предложении, и в Верховный Совет пошли тысячи писем и телеграмм от родителей призывников, опасавшихся за своих детей. Парламент принял решение, запрещающее направлять военные подразделения, что дислоцируются в Белоруссии, в зоны военных конфликтов за пределами республики. Однако для министерства обороны СССР решения республиканских парламентов законами не были — оно руководствовалось союзными законами, и центр принятия решений оставался в Москве.
В своей современной истории Республика Беларусь не принимала участия в каких-либо вооружённых конфликтах и всячески старается их предотвратить. С началом эскалации боевых действий во всевозможных регионах страна традиционно призывает стороны к поиску мирного решения противоречий. Тем не менее ввиду политических, экономических, историко-географических факторов Беларусь и её граждане оказываются в различной степени вовлечённости в те или иные конфликты.